# Henrik Wibom
Olof Henrik Wibom, född den 25 oktober 1834 i Tolgs socken, Kronobergs län, död den 1 juli 1909 i Vänersborg, var en svensk ämbetsman. Han var far till Ivar och Tor Wibom. 
Wibom blev student vid Lunds universitet 1852 och avlade kameralexamen där 1855. Han blev extra ordinarie landskontorist i Jönköpings län 1857, kronolänsman i distrikt inom Östra härad 1858 och kronofogde i Norra Ångermanlands fögderi 1874. Wibom var tillförordnad landskamrerare i Västernorrlands län 1877–1882, ordinarie landskamrerare där 1882–1883 och i Älvsborgs län från 1883 till sin död. Han var kamrerare vid Älvsborgs läns landsting från 1893. Wibom blev riddare av Nordstjärneorden 1889 och kommendör av andra klassen av Vasaorden 1903. Han vilar i sin hustrus familjegrav på Norra begravningsplatsen utanför Stockholm.